# Queen's Blade
Queen's Blade (Lâmina da Rainha) (Japonês:クイーンズブレイド ) é uma série de livros-jogos publicado pela Hobby Japan baseado na licença do jogo Lost Worlds da Flying Buffalo Publicado pela primeira vez em 2005, contém praticamente apenas personagens femininas.
Desde o seu lançamento original, a série evoluiu para uma franquia de mídia, abrangendo quatro adaptações de mangá, três adaptações de anime, três light novels e uma adaptação de videogame. Figuras de personagens feitas por diversos fabricantes, como Kaiyodo com sua série Revoltech, também foram produzidas junto com diversas recordações. Uma série sequencial, Queen's Blade Rebellion, foi lançada em 2009.

## História
No Continente, um torneio chamado Queen's Blade é celebrado a cada quatro anos para determinar a rainha mais bela e poderosa. Celebrado em Gainos, a capital da rainha, diversas guerras de todo o Continente viajam para a Capital para derrotar Aldra, a rainha atual. A história geral se centra em Leina, a hereditária da estimada família Vance e a seguinte na linha do trono, enquanto viaja para Gainos, onde se encontra com muitas outras guerreras que também compõem a Queen's Blade por seus próprios motivos.

## Livro-Jogo
Entre 2005 e 2008, a Hobby Japan publicou gamebooks ou livros sobre jogos sobre os personagens da franquia. Além dos livros de 18 personagens principais, foi publicada uma versão alternativa do protagonista.
- Série 1 (Leina e Risty) - Publicada em 25 de novembro de 2005.[2][3]
- Série 2 (Irma e Nowa) - Publicada em 28 de dezembro de 2005.[4][5]
- Série 3 (Tomoe e Echidna) - Publicada em 9 de junho de 2006.[6][7]
- Série 4 (Menace e Elina) - Publicada em 29 de setembro de 2006.[8][9]
- Série 5 (Airi e Leina 3D) - Publicada em 22 de dezembro de 2006.[10][11]
- Série 6 (Nanael e Cattleya) - Publicada em 16 de março de 2007.[12][13]
- Série 7 (Nyx e Melpha) - Publicada em 29 de junho de 2007.[14][15]
- Série 8 (Melona e Claudette) - Publicada em 18 de outubro de 2007.[16][17]
- Série 9 (Ymir) - Publicada em 15 de fevereiro de 2008.[18]
- Série 10 (Alleyne e Aldra) - Publicada em 20 de junho de 2008.[19][20]

Na Anime Expo 2010, a Hobby Japan anunciou que as traduções para o inglês dos livros do jogo seriam publicadas na América do Norte. Existem versões oficiais em inglês dos livros Alleyne, Melona, Nanael e Tomoe.

## Anime
Uma adaptação animada de Queen's Blade, chamada Queen's Blade: Rurou no Senshi (クイーンズブレイド 流浪の戦士 Kuīnzu Bureido: Rurō no Senshi?), foi produzida pela ARMS. Estreou no Japão entre abril e junho de 2009 na AT-X, com transmissões subsequentes na Chiba TV, Sun Television e Tokyo MX. Seis volumes de DVD foram lançados pela Media Factory entre junho e novembro de 2009.[carece de fontes?] Uma segunda temporada, chamada Queen's Blade: Gyokuza o Tsugumono (クイーンズブレイド 玉座を継ぐ者 Kuīnzu Bureido: Gyokuza o Tsugumono?), estreou na AT-X entre setembro e dezembro de 2009. Seis novos volumes de DVD foram lançados pela Media Factory entre dezembro de 2009 e maio de 2010.[carece de fontes?]
Uma série de OVAs, conhecida como Queen's Blade: Utsukushiki Toushi-tachi (クイーンズブレイド ～美しき闘士たち～ Kuīnzu Bureido ~Utsukushiki Tōshi-tachi~?), foi anunciada em maio de 2010. Ela, se conta histórias sobre personagens secundários depois do final do torneio. Foi lançado em agosto de 2010 e febre de 2011, enquanto os DVDs foram lançados entre agosto de 2010 e março de 2011.[carece de fontes?]
Em 2017 foi anunciado o reboot da série chamada Queen's Blade Unlimited (クイーンズブレイド UNLIMITED?). Narra a história original, mas com algumas mudanças, especialmente que Elina é agora a protagonista.

## Mangá
Uma antologia de quadrinhos de Queen's Blade foi publicada pela Hobby Japan com quatro volumes lançados entre 25 de abril de 2007 e 25 de fevereiro de 2008.
Uma adaptação de mangá centrada em Leina ilustrada por Kabao Kikkawa foi serializada na edição de outubro de 2008 da revista seinen de mangá da Media Factory, Monthly Comic Alive. Três volumes foram lançados entre 2 de fevereiro de 2009 e 23 de janeiro de 2010 sob o selo Alive Comics da Media Factory.
Outra adaptação em mangá de Queen's Blade ilustrada por Iku Nanazuki, chamada Queen's Blade: Hide & Seek, começou a ser serializada na edição de dezembro de 2007 da Comp Ace. Um spinoff do original, a série centra-se em Elina procurando por sua irmã mais velha, Leina, e apresenta Froell, um servo da família Vance que viaja com Elina em sua jornada para trazer Leina de volta. Cinco volumes foram lançados pela Kadokawa Shoten entre 26 de junho de 2008 e 26 de junho de 2010.
Uma terceira adaptação do mangá, chamada Queen's Blade Struggle (Queen's Blade Struggle, Kuīnzu Bureido Sutoraguru), é ilustrada por AstroguyII e começou a serialização na edição de dezembro de 2007 da Dengeki Black Maoh, e continuou em Dengeki Maoh depois que este último parou de circular, embora com novos capítulos entregues bimestralmente. O primeiro volume foi lançado pela ASCII Media Works em 27 de março de 2009, com quatro volumes atualmente disponíveis em 27 de fevereiro de 2012 sob o selo Dengeki Comics.